# Gobernaciones del Líbano
Las gobernaciones del Líbano son el nivel superior de la organización territorial del país, las cuales a su vez están divididas en 25 distritos. 
Existen ocho de estas gobernaciones:
|  |                |          |  |  |
|  | Gobernación    | Capital  |  |  |
|  | Akkar          | Halba    |  |  |
|  | Baalbek-Hermel | Baalbek  |  |  |
|  | Beirut         | Beirut   |  |  |
|  | Monte Líbano   | Baabda   |  |  |
|  | Norte          | Trípoli  |  |  |
|  | Bekaa          | Zahlé    |  |  |
|  | Nabatiye       | Nabatiye |  |  |
|  | Sur            | Sidón    |  |  |

- Datos: Q844713
- Multimedia: Governorates of Lebanon / Q844713